# ひろゆき、異世界でも論破で無双します
『ひろゆき、異世界でも論破で無双します』（ひろゆき、いせかいでもろんぱでむそうします）は原作：高菜八期、作画：はたしま卯月、監修：ひろゆきによる日本の漫画作品。『コミックアルナ』（KADOKAWA/メディアファクトリー）にて、2022年8月号より2023年7月号まで第1部を連載。
電子掲示板・2ちゃんねる創設者のひろゆきが魔族の跋扈する異世界へ召喚され、特技の話術を駆使しながらマイペースに活動する様子を描く。2022年6月に『コミックフラッパー』増刊として『コミックアルナ』の創刊ラインナップが公表された際に連載予告が行われたが、7月13日の創刊号（8月号）発売直前に当たる同月8日よりウェブコミック配信サイト『となりのヤングジャンプ』（集英社）において本作とコンセプトが酷似した『異世界ひろゆき』（原作：戸塚たくす、作画：西出ケンゴロー）の連載が開始された。両作品ともひろゆきが「監修」の肩書で名を連ねているが『異世界ひろゆき』原作者の戸塚はTwitterに投稿したコメントで「全く同じコンセプトの企画がほぼ同時期に別々の場所で生まれ、幸運にも両方とも世に出たので、皆さまを混乱させることに」と、複数の出版社で全くの偶然による企画かぶりが発生したと言う認識を示している。

## ストーリー
キリケオ王国領内のミリオ平野で魔法使いの少女・シースがオークロードとの一騎打ちで苦戦している最中、黄色いパーカーを身にまとった転移者の男が割って入る。オークロードが「お前たち人間が魔族に勝てる要素など何一つ無い」と魔族の優位性を誇示した言葉尻を捉えて「それ、あなたの感想ですよね？」と茶々を入れた男の名はひろゆき。屈強なオークロードを前にひるまず論戦を吹っかけてプライドを叩き折り、退却に追い込んだこの男がやがて「論破王」の称号でこの世界に名を轟かせることになるとは、この時は誰一人として知る由も無かった。

## 登場人物
ひろゆき
本作の主人公。2ちゃんねる創設者・初代管理人。神の手で魔族がはびこる異世界に召喚された時にスキルを発動するための道具を授けられたが、肝心の道具を置き忘れたまま異世界へ転移してしまったため、スキル無しで己の話術のみを駆使しながら冒険をすることになった。異世界の住人には「ひろゆき」の発音が耳慣れないためか「ヒロウィキ」や「フロユキ」と名前を間違って覚えられている。
論破を発動するときはノートPCに見立てた2つ折りの木の板や開きかけの本をテーブルに置いて座るのが一種の決めポーズとなっている。インターネットはもちろん漫画もアニメもゲームも無い世界に辟易している。好物のビールが数少ない楽しみだが、現実世界のビールに比べて品質が劣ることに不満があり、借金で差し押さえ寸前の醸造所を救済した時に良質なクラフトビールを生産することを思い付いた。

神
異世界の滅亡により他の世界へ悪影響が及ぶのを防ぐため、ひろゆきを召喚した神。ひろゆきを選んだ理由は「神独自の選考基準」としているが、命令されても一向にやる気を出さないため手を焼いている。仕方なく超強力な攻撃スキル「終禍冥葬」（ディスト・エンド）を発動するための道具「宝極」を授けるが、ひろゆきはその道具を神の部屋に置き忘れたまま転移してしまった。

### クロワの町の人々
シース
オークロードとの一騎打ちで苦戦していたところで降臨したひろゆきと遭遇し、行動を共にすることになった魔法使いの少女。魔物の襲撃や治安の悪化で寂れるクロワの町起こしを命じられて王都から派遣され、成り行きでビールの開発を手伝うことになってしまう。

バーレル
町の一等地にあるレイベ醸造所を経営するビール職人。借金の返済が滞り、醸造所の設備を差し押さえられそうになっていた。ひろゆきが割って入りアドバイザーを買って出たことで業績が大幅に好転し、ひろゆきは「美味いビールが飲みたい」、シースは「地ビールで町おこし」、バーレルは「醸造所を再建したい」、リナは「父親捜し」とそれぞれの同床異夢を抱えながら地ビールの開発に取り組むことになる。

ケウス
金融業者。レイベ醸造所の土地を狙って借金を取り立てていた所でひろゆきに出くわし、3週間で借金返済の目処が立つまでの経営改善を見せ付けられたことに加え、手下から「ヒロウィキは国家を潰せるほどの暴力を持つ」と言う噂を聞かされたことで恐れをなして逃亡してしまう。

イダバ
警備隊のリーダー。氷結の鱗を討伐すべく森へ乗り込んだがインプグレートに苦戦を強いられる。同行していたひろゆきが氷結の鱗をビール開発にスカウトするため単身でアジトの洞窟に乗り込んだところで引き返し、街に帰還するなり「氷結の鱗を討伐した」と武勇伝をでっち上げた。

### 魔物
オークロード
ひろゆきが異世界へ降臨した時にシースと一騎打ちしていた魔族。怪力自慢だが知恵が回らず、ひろゆきの論破術による最初の犠牲者となってしまう。

リナ / 氷結の鱗（ひょうけつのうろこ）
人間の父とリザードマンの母との間に生まれた魔族の女。双方の種族から蔑まれて育った経緯により、母を捨てて行方をくらませた父親への復讐を胸にオークロードを論破したひろゆきの前に立ちはだかった所で特技の氷結魔法を買われ、醸造所の立ち上げにスカウトされ「リナ」と名乗るようになった。

スケルとん平
クイフェ湿原の番人を自称する骸骨騎士。用を足そうとしていたひろゆきを襲撃したが、最初からスケルトンだったのか元は人間だったのかを問い糺されて思考停止に陥り、敗北してしまう。

## 書誌情報
- 原作：高菜八期、作画：はたしま卯月、監修：ひろゆき『ひろゆき、異世界でも論破で無双します』KADOKAWA/メディアファクトリー〈MFコミックス〉、全3巻
  1. 2022年12月16日初版発行（同日発売[6]）、ISBN 978-4-04-682028-0
  2. 2023年3月14日初版発行（同日発売[7]）、ISBN 978-4-04-682279-6
  3. 2023年7月13日初版発行（同日発売[8]）、ISBN 978-4-04-682520-9